# Palilula-Gletscher
Der Palilula-Gletscher (bulgarisch ледник Палилула lednik Palilula) ist ein 4 km langer und 1,1 km breiter Gletscher auf der Brabant-Insel im Palmer-Archipel westlich der Antarktischen Halbinsel. Er fließt südlich des Raliza-Gletschers, südwestlich des Paré-Gletschers und nordwestlich des Goritschane-Gletschers von den Südwesthängen des Mount Rokitansky in südsüdwestlicher Richtung zur Lanusse-Bucht, in die er nordwestlich des Baykal Point einmündet.
Britische Wissenschaftler kartierten ihn 1980 und 2008. Die bulgarische Kommission für Antarktische Geographische Namen benannte ihn 2015 nach der Ortschaft Palilula im Nordwesten Bulgariens.